# Andrés Granier Melo
Pour les articles homonymes, voir Granier et Melo.
Andrés Granier Melo, né le 5 mars 1948 à Villahermosa, Tabasco, est un homme politique mexicain. Il est l'actuel gouverneur de l'État mexicain de Tabasco depuis le 1er janvier 2007,.